# International Film Festival Rotterdam
Het International Film Festival Rotterdam (IFFR) is het grootste filmfestival van Nederland. Het wordt sinds 1972 jaarlijks in Rotterdam gehouden. Sinds 2017 worden films getoond in Pathé Schouwburgplein, Kino, Cinerama, LantarenVenster, het Oude Luxor, de Schouwburg, De Doelen en Worm.
Elk jaar gaat eind januari in Rotterdam het gros van de films in première die gedurende de rest van het jaar in Nederland te zien zullen zijn. Ook zijn er vele korte en lange films uit alle delen van de wereld te zien die buiten het festival niet meer in Nederland vertoond worden. Centraal staan de kleinere, onafhankelijke en artistieke films van vaak weinig bekende regisseurs, alhoewel de ‘betere’ Hollywoodfilm niet geschuwd wordt.
Er zijn programmaonderdelen rond producties die zijn gefinancierd door het Hubert Bals Fonds, retrospectieven van de ‘Filmmakers in Focus’, forumdiscussies, tentoonstellingen van videokunst, enzovoort. Daarnaast is er tijdens het festival de CineMart waar filmmakers in contact kunnen komen met financiers. Tot slot worden jaarlijks drie HIVOS Tiger Awards uitgereikt.
Naast een aantal vaste medewerkers wordt het IFFR elk jaar ondersteund door een kleine duizend vrijwilligers, die in ruil gratis films mogen bezoeken en enkele privileges krijgen.

## Geschiedenis

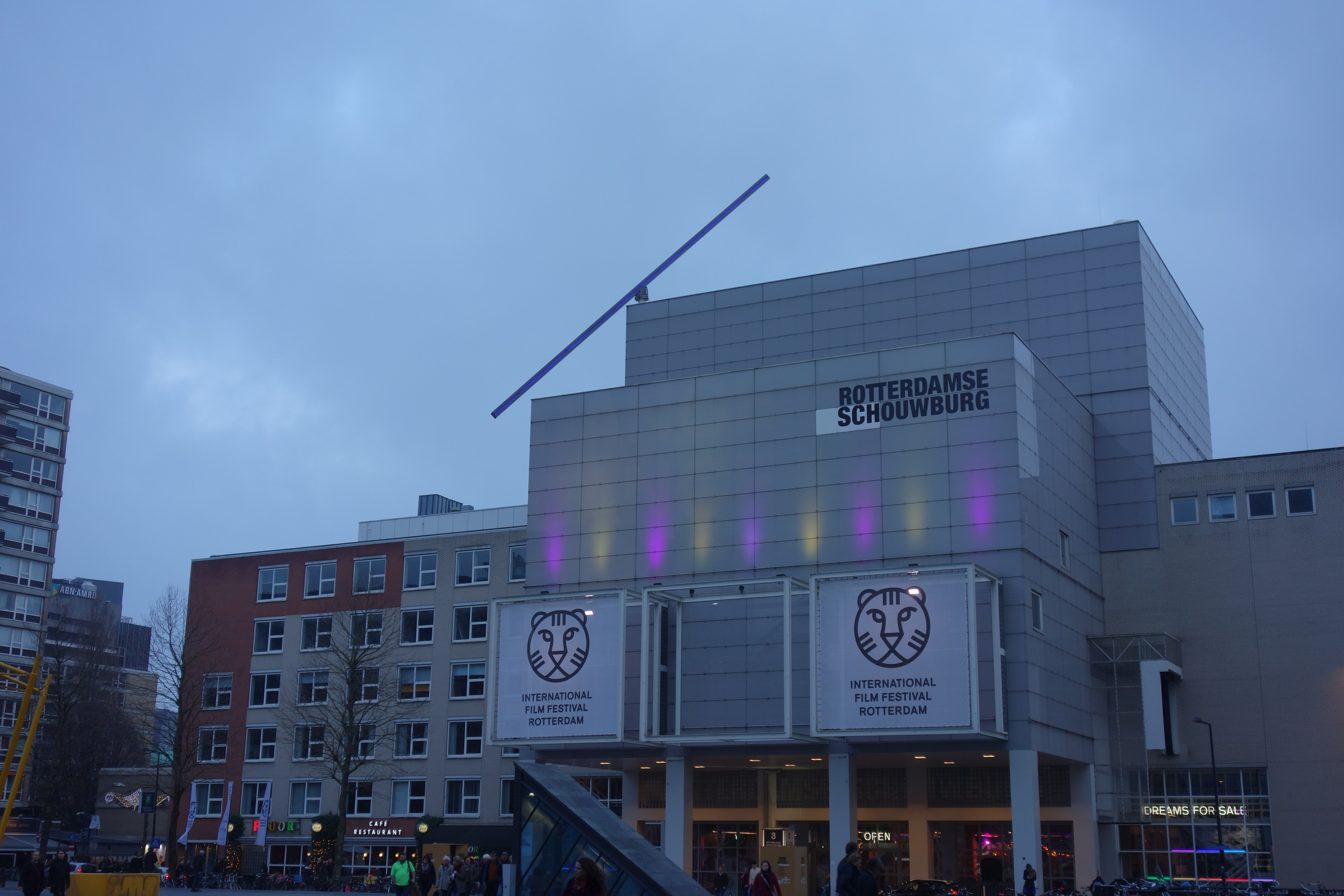
Schouwburgplein met IFFR

Het Festival Film International werd in 1972 opgericht door Huub Bals. Hij wilde kleine, onbekende films uit alle delen van de wereld vertonen. Persoonlijke en artistieke films gaan vóór commerciële films uit Hollywood. In de Calypso-bioscoop en 't Venster in Rotterdam worden 31 films gedraaid, die in totaal 5000 bezoekers trekken.
Al snel groeide het festival, zodat er ook steeds meer bioscopen bij betrokken werden. Na de plotselinge dood van Bals op 13 juli 1988 werd het Hubert Bals Fonds opgericht, dat filmmakers uit de derde wereld ondersteunt. Het festival gaat verder onder de naam International Film Festival Rotterdam, en werd vanaf 1990 geleid door de Italiaan Marco Müller. In 1992 is hij opgevolgd door Emile Fallaux, die zich voor het eerst liet bijstaan door adviseurs en programmeurs. Onder zijn bewind worden in '95 de VPRO Tiger Awards ingevoerd. Van 1996 tot 2004 was de Engelsman Simon Field directeur, vanaf 1 maart 2004 Sandra den Hamer en van 2007 tot 2015 Rutger Wolfson. Van augustus 2015 tot 2019 lag de algemene en artistieke leiding in handen van filmproducent Bero Beyer. De Kroatische Vanja Kaludjercic is sinds december 2019 de directeur van het IFFR.
Het festival is inmiddels uitgegroeid tot Nederlands grootste filmfestival, met in 2015 meer dan 300.000 bezoeken aan rond de 500 films en andere evenementen op vele locaties in Rotterdam.

## Meer dan films kijken
Het festival is niet alleen een gelegenheid om films te kijken. Het is ook een plaats om filmmakers en acteurs te ontmoeten, die aan de bar en in talkshows in groten getale aanwezig zijn. De feesten 's avonds zijn een begrip en trekken tot ver buiten Rotterdam cultuurliefhebbers naar het Schouwburgplein.

## Prijzen

### Hivos Tiger Awards
De Hivos Tiger Award wordt vanaf 2016 uitgereikt aan één regisseur, die een eerste of tweede film uitbrengt. De competitie bestaat jaarlijks uit acht films uit alle delen van de wereld. De prijs bestaat uit 40.000 euro. Daarnaast wordt er een speciale juryprijs ter waarde van €10.000 uitgereikt aan een buitengewoon artistieke prestatie. De bekendste regisseur die tot nu toe een Tiger Award won, was in 1999 Christopher Nolan met Following. Nu is Christopher Nolan vooral bekend van blockbusters als The Dark Knight en Inception.
Andere prijzen zijn onder andere:

### De publieksprijs
De publieksprijs wordt bepaald door de gemiddelde rapportcijfers (van 1 tot 5) die de bezoekers na elke film geven. Het winnen van de publieksprijs is voor de film vaak een garantie voor later succes in de Nederlandse filmtheaters. De prijs bestaat uit een waardecheque van € 10.000.
| Jaar          | Film                              | Regisseur                                       | Land van oorsprong                     | Gemiddelde score |
| ------------- | --------------------------------- | ----------------------------------------------- | -------------------------------------- | ---------------- |
| 1994          | Ein ganz gewohnliches Leben       | Imre Gyöngyössy en Barna Kabay                  | Hongarije                              | ?                |
| 1995          | Once Were Warriors                | Lee Tamahori                                    | Nieuw-Zeeland                          | ?                |
| 1996          | Angel Baby                        | Michael Rymer                                   | Australië                              | ?                |
| 1997          | Shine                             | Scott Hicks                                     | Australië                              | ?                |
| 1998          | De Poolse bruid                   | Karim Traïdia                                   | Nederland                              | ?                |
| 1999          | Festen                            | Thomas Vinterberg                               | Denemarken                             | ?                |
| 2000          | Shower                            | Zhang Yang                                      | China                                  | ?                |
| 2001          | Promises                          | Carlos Bolado, B.Z. Goldberg en Justine Shapiro | Verenigde Staten                       | ?                |
| 2002          | No Man's Land                     | Danis Tanović                                   | Bosnië en Herzegovina Frankrijk België | ?                |
| 2003          | Whale Rider                       | Niki Caro                                       | Nieuw-Zeeland                          | ?                |
| 2004          | La meglio gioventù                | Marco Tullio Giordana                           | Italië                                 | ?                |
| 2005          | Turtles Can Fly                   | Bahman Ghobadi                                  | Irak Iran                              | ?                |
| 2006          | Eden                              | Michael Hofmann                                 | Duitsland Zwitserland                  | ?                |
| 2007          | Das Leben der Anderen             | Florian Henckel von Donnersmarck                | Duitsland                              | ?                |
| 2008          | Persepolis                        | Marjane Satrapi                                 | Frankrijk                              | ?                |
| 2009          | Slumdog Millionaire               | Danny Boyle                                     | Verenigd Koninkrijk                    | ?                |
| 2010          | Yo, también                       | Antonio Naharro en Álvaro Pastor                | Spanje                                 | ?                |
| 2011          | Incendies                         | Denis Villeneuve                                | Canada                                 | 4,74             |
| 2012          | Monsieur Lazhar                   | Philippe Falardeau                              | Canada                                 | 4,74             |
| 2013          | Matterhorn                        | Diederik Ebbinge                                | Nederland                              | 4,73             |
| 2014          | Nebraska                          | Alexander Payne                                 | Verenigde Staten                       | 4,68             |
| 2015          | The Dark Horse                    | James Napier Robertson                          | Nieuw-Zeeland                          | 4.76             |
| 2016          | Under sandet                      | Martin Zandvliet                                | Denemarken Duitsland                   | 4,69             |
| 2017          | Moonlight                         | Barry Jenkins                                   | Verenigde Staten                       | 4,64             |
| 2018          | Den skyldige                      | Gustav Möller                                   | Denemarken                             | 4,73             |
| 2019          | Capharnaüm                        | Nadine Labaki                                   | Libanon                                | ?                |
| 2020          | Parasite (zwart-witversie)        | Bong Joon-ho                                    | Zuid-Korea                             | 4,76             |
| 2021 februari | Quo vadis, Aida?                  | Jasmila Žbanić                                  | Bosnië en Herzegovina                  | ?                |
| 2021 juni     | Mi chiamo Francesco Totti         | Alex Infascelli                                 | Italië                                 | ?                |
| 2022          | Freaks Out                        | Gabriele Mainetti                               | België                                 |                  |
| 2023          | Dalva                             | Emmanuelle Nicot                                | België                                 |                  |
| 2024          | Green Border                      | Agnieszka Holland                               | Polen                                  |                  |
| 2025          | Ainda estou aqui (I'm Still Here) | Walter Salles                                   | Brazilië                               | 4,811            |

### Robby Müller Award
Sinds 2020 looft de Netherlands Society of Cinematographers (NSC) de Robby Müller Award uit, in samenwerking met het IFFR en Andrea Müller-Schirmer, Robby Müllers weduwe. Deze prijs wordt jaarlijks uitgeloofd aan "een 'beeldmaker' (director of photography, filmmaker of visueel kunstenaar) die in de geest van Robby Müller, een authentieke, geloofwaardige en emotioneel treffende visuele taal heeft gecreëerd in zijn of haar oeuvre". Gedurende het IFFR wordt de winnaar beloond met een afdruk van een van Müllers polaroids. Daarnaast krijgt de winnaar de kans zijn of haar werk te presenteren in een masterclass.
Winnaars van de prijs zijn:
| Jaar | Prijswinnaar        | Functie                 | Land van oorsprong |
| ---- | ------------------- | ----------------------- | ------------------ |
| 2020 | Diego García        | Director of photography | Mexico             |
| 2021 | Kelly Reichardt     | Filmmaker               | Verenigde Staten   |
| 2022 | Sayombhu Mukdeeprom | Director of photography | Thailand           |

### MovieZone Award
Prijs toegekend door een jongerenjury uitgenodigd door IFFR en EYE (voorheen MovieSquad). De film die deze jongerenjury als winnaar selecteert eindigt meestal ook hoog in de publieksprijs top 10 en maakt kans opgenomen te worden in een van de filmeducatieve programma's van EYE, zoals MovieZone met de klas.

### Tiger Awards Competitie voor Korte Film
Het festival introduceerde tijdens de 34e editie in 2005 de Tiger Awards Competitie voor korte films. Uit de voor het festival geselecteerde films korter dan zestig minuten wordt door het festival een keuze gemaakt. Hieruit kiest een internationale jury de drie winnaars. Aan elke van de drie gelijkwaardige Tiger Awards voor Korte Film is een bedrag van € 3000 verbonden, ter beschikking gesteld door de leden van de Tiger Business Lounge en door Hogeschool Inholland.

### Dioraphte Award voor Hubert Bals Fonds Film
Een internationale jury kiest de winnaar van de Dioraphte Award (ter waarde van € 10.000).

### FIPRESCI Award
Tijdens het festival vanaf 1990 toegekend door een jury van internationale filmcritici onder auspiciën van de Fédération Internationale de la Presse Cinématographique (FIPRESCI)

### KNF Award
Vanaf 1983 waren de Nederlandse filmcritici een uitzondering op de regel: een jury van de Kring van Nederlandse Filmjournalisten (KNF) selecteerde een favoriet voornamelijk om distributie van de winnaar in Nederland te bevorderen. De winnende film wordt zonder kosten ondertiteld.

### NETPAC Award
Een jury benoemd door het Network for the Promotion of Asian Cinema (NETPAC) kiest de beste Aziatische speelfilm van het festival.

### Arte France Cinema Award
De Arte France Cinéma Award bestaat uit een geldprijs, die aan producenten worden uitgereikt voor het financieren van de ontwikkeling van het winnende project. Arte France Cinéma en CineMart willen met deze prijs de ontwikkeling en productie van onafhankelijke films ondersteunen en stimuleren.

### Eurimages Award
De Eurimages Award werd in 2011 voor het eerst uitgereikt en is een prijs van € 30.000 voor het beste CineMart-project dat een Europese coproductie is.

### Tiger Award-winnaars
| Jaar | Film                                    | Regisseur                          | Land van oorsprong               |
| ---- | --------------------------------------- | ---------------------------------- | -------------------------------- |
| 1995 | Postman                                 | He Jianjun                         | China                            |
| 1995 | Fuyu no kappa                           | Kazama Shiori                      | Japan                            |
| 1995 | Thalassa, Thalassa, Ruckkehr Zum Mmer   | Bogdan Dumitrescu                  | Duitsland Roemenië               |
| 1996 | Sons                                    | Zhang Yuan                         | China                            |
| 1996 | Like Grains of Sand                     | Ryōsuke Hashiguchi                 | Japan                            |
| 1996 | Small Faces                             | Gillies MacKinnon                  | Verenigd Koninkrijk              |
| 1997 | Last Holiday                            | Amir Karakulov                     | Kazachstan                       |
| 1997 | The Day a Pig Fell into the Well        | Hung Sang-soo                      | Zuid-Korea                       |
| 1997 | Robinson in Space                       | Patrick Keiller                    | Verenigd Koninkrijk              |
| 1998 | Buttoners                               | Petr Zelenka                       | Tsjechië                         |
| 1998 | Giro di lune tra terra e mare           | Giuseppe Gaudino                   | Italië                           |
| 1998 | Die Siebtelbauern                       | Stefan Ruzowitzky                  | Oostenrijk                       |
| 1999 | The Iron Heel of Oligarchy              | Alexander Bashirov                 | Rusland                          |
| 1999 | Plus Qu'hier, Moins Que Demain          | Laurent Achard                     | Frankrijk                        |
| 1999 | Following                               | Christopher Nolan                  | Verenigd Koninkrijk              |
| 2000 | Suzhou River                            | Lou Ye                             | China                            |
| 2000 | Mundo Grúa                              | Pablo Trapero                      | Argentinië                       |
| 2000 | Bye Bye Blue Bird                       | Katrin Ottarsdottír                | Denemarken                       |
| 2001 | Bad Company                             | Furumaya Tomoyuki                  | Japan                            |
| 2001 | The Days Between                        | Maria Speth                        | Duitsland                        |
| 2001 | 25 Watts                                | Juan Pablo Rebella & Pablo Stoll   | Uruguay                          |
| 2002 | Tussenland                              | Eugenie Jansen                     | Nederland                        |
| 2002 | Everyday God Kisses Us on the Mouth     | Sinişa Dragin                      | Roemenië                         |
| 2002 | Wild Bees                               | Bohdan Sláma                       | Tsjechië                         |
| 2003 | With Love. Lilya                        | Larisa Sadilova                    | Rusland                          |
| 2003 | Extraño                                 | Santiago Loza                      | Argentinië                       |
| 2003 | Jealousy Is My Middle Name              | Park Chan-ok                       | Zuid-Korea                       |
| 2004 | The Missing                             | Lee Kang-sheng                     | Taiwan                           |
| 2004 | Summer in the Golden Valley             | Srđan Vuletić                      | Bosnië en Herzegovina            |
| 2004 | En Route                                | Jan Krüger                         | Duitsland                        |
| 2005 | Changing Destiny                        | Daniele Gaglianone                 | Italië                           |
| 2005 | 4                                       | Ilya Khrzhanovsky                  | Rusland                          |
| 2005 | The Sky Turns                           | Mercedes Alvarez                   | Spanje                           |
| 2006 | Walking on the Wild Side                | Han Jie                            | China                            |
| 2006 | The Dog Pound                           | Manuel Nieto Zas                   | Uruguay Argentinië Canada Spanje |
| 2006 | Old Joy                                 | Kelly Reichardt                    | Verenigde Staten                 |
| 2007 | Love Conquers All                       | Tan Chui Mui                       | Maleisië                         |
| 2007 | The Unpolished                          | Pia Marais                         | Duitsland                        |
| 2007 | Bog of Beasts AFR (ex aequo)            | Claudio Assis Morten Hartz Kaplers | Brazilië Denemarken              |
| 2008 | Go With Peace Jamil                     | Omar Shargawi                      | Denemarken                       |
| 2008 | Wonderful Town                          | Aditya Assarat                     | Thailand                         |
| 2008 | Flower in the Pocket                    | Liew Seng Tat                      | Maleisië                         |
| 2009 | Be Calm and Count to Seven              | Ramtin Lavafipour                  | Iran                             |
| 2009 | Breathless                              | Yang Ik-June                       | Zuid-Korea                       |
| 2009 | Wrong Rosary                            | Mahmut Fazil Coskun                | Turkije                          |
| 2010 | Agua fría de mar                        | Paz Fábrega                        | Costa Rica                       |
| 2010 | Alamar                                  | Pedro González-Rubio               | Mexico                           |
| 2010 | Mundane History                         | Anocha Suwichakornpong             | Thailand                         |
| 2011 | The Journals of Musan                   | Park Jung-Bum                      | Zuid-Korea                       |
| 2011 | Finisterrae                             | Sergio Caballero                   | Spanje                           |
| 2011 | Eternity (ที่รัก)                          | Sivaroj Kongsakul                  | Thailand                         |
| 2012 | Clip                                    | Maja Miloš                         | Servië                           |
| 2012 | De jueves a domingo                     | Dominga Sotomayor                  | Chili Nederland                  |
| 2012 | Egg and Stone                           | Huang Ji                           | China                            |
| 2013 | My Dog Killer                           | Mira Fornay                        | Slowakije Tsjechië               |
| 2013 | Soldate Jeannette                       | Daniel Hoesl                       | Oostenrijk                       |
| 2013 | Fat Shaker                              | Mohammad Shirvani                  | Iran                             |
| 2014 | Anatomy of a Paper Clip                 | Ikeda Akira                        | Japan                            |
| 2014 | Something Must Break                    | Martin Bergsmark                   | Zweden                           |
| 2014 | Han Gong-ju                             | Lee Su-jin                         | Zuid-Korea                       |
| 2015 | La obra del siglo                       | Carlos M. Quintela                 | Argentinië Cuba Zwitserland      |
| 2015 | Videophilia (and Other Viral Syndromes) | Juan Daniel F. Molero              | Peru                             |
| 2015 | Vanishing Point                         | Jakrawal Nilthamrong               | Thailand Nederland               |
| 2016 | Radio Dreams                            | Babak Jalali                       | Iran Verenigde Staten            |
| 2017 | Sexy Durga                              | Sanal Kumar Sasidharan             | India                            |
| 2018 | The Widowed Witch                       | Cai Chengjie                       | China                            |
| 2019 | Present.Perfect.                        | Zhu Shengze                        | Verenigde Staten China           |
| 2020 | The Cloud in Her Room                   | Zheng Lu Xinyuan                   | China                            |
| 2021 | Pebbles                                 | P.S.Vinothraj                      | India                            |
| 2022 | EAMI                                    | Paz Encina                         | Paraguay                         |
| 2023 | Le spectre de Boko Haram                | Cyrielle Raingou                   | Kameroen                         |
| 2024 | Rei                                     | Tanaka Toshihiko                   | Japan                            |
| 2025 | Fiume o morte!                          | Igor Bezinović                     | Kroatië Italië Slovenië          |